# ドイツ植民地帝国

ドイツ植民地帝国
Deutsche Kolonialreich  (ドイツ語)

国歌: Heil dir im Siegerkranz（ドイツ語）
皇帝陛下万歳（非公式、皇帝賛歌）
Die Wacht Am Rhein（ドイツ語）
ラインの護り（非公式） 
ドイツ帝国の領域（1914年）

| 先代                                                                           | 次代 |
| ------------------------------------------------------------------------------ | --- |
| ドイツ国 (帝政) ザンジバル王国 ルワンダ王国 ブルンジ王国 スペイン領東インド 清 | ドイツ国 (ヴァイマル共和政) タンガニーカ ルアンダ＝ウルンディ フランス領トーゴランド イギリス領トーゴランド フランス領カメルーン イギリス領カメルーン 南西アフリカ 南洋諸島 ニューギニア ナウル イギリス領ソロモン諸島 西サモア信託統治領 中華民国 |

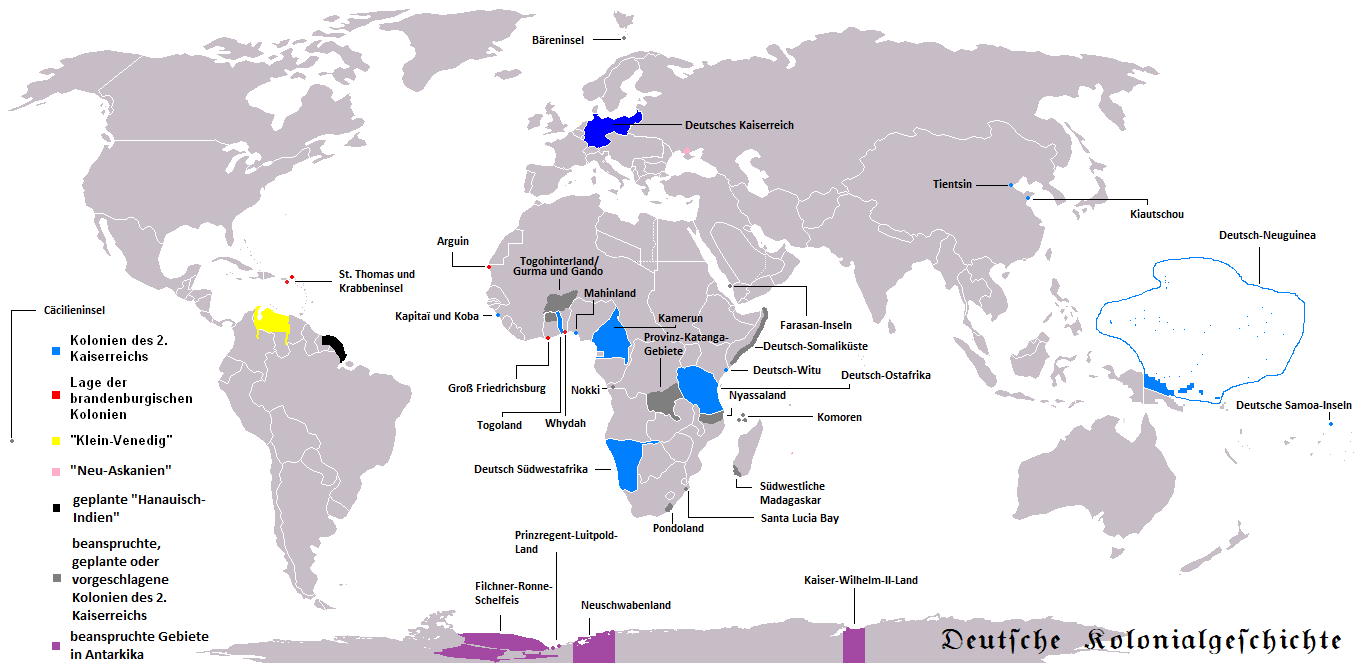
ドイツ植民地帝国とそのさまざまな前身、濃青が本土、赤の点がブランデンブルク＝プロイセンが建設した植民地、水色がドイツ帝国が建設した植民地。黄色がヴェルザー家のヴェネズエラ植民計画を実行した範囲。

ドイツ植民地帝国（ドイツしょくみんちていこく、独: Deutsche Kolonialreich、英: German colonial empire）は、主に19世紀後半から第一次世界大戦が終結直後、ドイツ帝国が保有していた旧植民地の総称である。

## 概要
ドイツは他の西欧諸国に比べ統一国家の建設で遅れをとったため、18世紀のプロイセンによるブランデンブルク領黄金海岸（現在のガーナ）などはあったものの、本格的な海外植民地の建設も遅い時期になった。
しかしドイツ人が建設した事例は1526年にカール5世がフッガー家とならぶ金融業者ヴェルザー家に負債の棒引きを条件に、今の南米ヴェネズエラ地域の全面的な統治権と司法権を譲渡したのが最も古い例である。ヴェルザー家はヴェネズエラ探検をランツクネヒトに依頼させたが、伝説の黄金郷エル・ドラドを求めた探検は、先住民への虐殺非道を極め、それはラス・カサスによって「地上のどのならずどもよりも残虐である」と激しく非難されている。ヴェルザー家はヴェネズエラ経営が採算に合わないことを理由に撤退し、この地はスペインの植民地となった。
統一ドイツ帝国の成立後、いわゆるビスマルク外交の間のドイツは積極的な植民地政策を行わなかったものの、ビスマルクの引退後は「世界政策(Weltpolitik)」を標榜してアフリカ、太平洋などに海外植民地を建設し、ヴィルヘルム2世のもと積極的な海外進出を行った。
第一次世界大戦においては、東アフリカを除くドイツ領植民地は英海軍による海上封鎖などにより補給が行えず、ほどなく連合国軍に占領されているが、東アフリカだけはパウル・フォン・レットウ＝フォルベック将軍率いる現地人を中心としたゲリラ部隊が終戦まで抵抗を続けた。第一次世界大戦敗戦の結果、ドイツ領植民地は主にイギリス、フランス、日本、その他に分割され消滅した。

## 植民地
ドイツは19世紀後半以降以下の植民地を保有した。
- ドイツ領ニューギニア Deutsch-Neuguinea 1885年 - 1920年 今日のパプアニューギニア北部地域（カイザー・ヴィルヘルムス・ラント（ドイツ語版））、ビスマルク諸島、ドイツ領ソロモン諸島（英語版）北部、ミクロネシア、マーシャル諸島、パラオ、マリアナ諸島、ナウル。
- ドイツ領南西アフリカ Deutsch-Südwestafrika 1884年 - 1920年 今日のナミビア。総督はアドルフ・リューデリッツ。
- ドイツ領東アフリカ Deutsch-Ostafrika 1885年 - 1920年 今日のタンザニアの大陸部分（タンガニーカ）、ルワンダ、ブルンジ。総督はカール・ペータース。
- ドイツ領西アフリカ（ドイツ語版、英語版）
  - ドイツ領カメルーン Kamerun 1884年 - 1920年 今日のカメルーン。
  - ドイツ領トーゴラント Togo 1884年 - 1920年 今日のトーゴ（トーゴラント）及びガーナ東部。
- ドイツ領ヴィトゥ Deutsch-Witu 1885年 - 1890年 今日のケニアの一部。ヘルゴランド＝ザンジバル条約によりイギリス領になる。
- ドイツ領サモア Samoa 1899年 - 1920年 今日のサモア。
- 膠州湾 Kiautschou 1898年 - 1920年 99年間の租借地。今日の青島。
- 天津租界地 1895年 - 1920年
- 漢口租界地 1895年 - 1920年